# Прогній
Прогній (рос. Речка Прогной; б. Куркинская) — річка в Росії у Тарасовському районі Ростовської області. Ліва притока річки Деркулу (басейн Азовського моря).

## Опис
Довжина річки приблизно 21,65 км, найкоротша відстань між витоком і гирлом — 17,49 км, коефіцієнт звивистості річки — 1,24. Формується багатьма балками та загатами. На деяких ділянках річка пересихає.

## Розташування
Бере початок у селі Донецький. Тече переважно на північний захід через село Прогной і у селі Ушаковка впадає у річку Деркул, ліву притоку Сіверського Дінця.

## Цікаві факти
- У минулому столітті на річці існували водокачки та газові свердловини[2].